# Под Копом Бискупьом
Под Копом Бискупьом (на полски: Schronisko PTTK „Pod Kopą Biskupią”) е туристическа хижа, намираща се в Златохоркска върховина, в Судети, Полша, под връх Бискупя Копа, в рамките на Регионален Парк Гури Опавске, разположена на 850 m н.в; която е част от Главен судетски маршрут.